# Pere Brunet i Crosa
Pere Brunet i Crosa   (1948) és un enginyer català i catedràtic emèrit.

## Biografia
Va estudiar enginyeria industrial a la Universitat Politècnica de Catalunya, on es va doctorar el 1976. Des de l'inici es va interessar en ciències de la computació i el 1979 començà a fer recerca en informàtica. De 1988 a 1992 fou vicerector d'investigació de la Universitat Politècnica de Catalunya. Ha format part d'organitzacions científiques internacionals com Eurographics (en fou president el 2001-2002), IFIP i Siggraph. Amb un llarg grup de científics, el desembre 1980 va adherir al Manifest per uns Països Catalans lliures de nuclearització.
Des de 1999 i fins al 2011, dins la Universitat Politècnica va ser director del Grup de recerca en Modelatge, Interacció i Visualització en Realitat Virtual (MOVING), responsable científic del Centre de Realitat Virtual de Barcelona (CRV) i professor del Departament de Llenguatges i Sistemes Informàtics.
Els seus interessos de recerca van incloure el disseny geomètric assistit per ordinador, representacions geomètriques jeràrquiques i la realitat virtual. El seu grup treballa en diferents projectes d'investigació i activitats relacionades amb la realitat virtual i models molt complexos en una àmplia varietat de camps com ara geo-modelatge, disseny industrial, patrimoni cultural, o el modelatge i la visualització del volum en les aplicacions relacionades amb la medicina i la salut.
És divulgador científic, i s'interessa per la difusió de les disciplines STEM sobretot entre els joves. Durant set anys, entre 2012 i 2019, va escriure articles de divulgació a la secció de ciència del diari Ara, articles que s'han recopilat a la web del centre ViRVIG de la UPC.
És investigador del Centre Delàs d'Estudis per la Pau. S'interessa en l'estudi de les implicacions socials de la ciència i l'enginyeria. Treballa en l’anàlisi del militarisme i altres causes dels desequilibris planetaris des d’una perspectiva inspirada en bases científiques, i col·labora a la campanya GCOMS per a la reducció de la despesa militar mundial. Investiga també diverses aplicacions de la ciència i la tecnologia des d'una perspectiva ètica i en l’àmbit de la construcció de la pau.
És membre de l'organització Steam4all participant en el nucli impulsor de l'entitat. És orientador dels suports als instituts en els àmbits de treballs de recerca i és divulgador dels temes de transició energètica a les fonts d'energies sostenibles amb èmfasi en la creació de Comités Energètics d'Autoconsum Compartit en el món rural.
És membre de la Reial Acadèmia d'Enginyeria d'Espanya des de 1994 i de l'Academia Europaea.

## Publicacions destacades
- Construcció de superfícies mitjançant funcions spline (1981)
- La interpolació amb funcions spline: introducció automàtica de les condicions d'extrem (1982)
- Ciencia, tecnología y transferencia (2001)

## Reconeixement
- 1993 Medalla Narcís Monturiol al mèrit científic de la Generalitat de Catalunya per ser un dels pioners dels gràfics per computador i de la realitat virtual a Espanya
- 2001 Premi de la Fundació Catalana per a la Recerca.[1]
- 2008 Distinguished Career Award d'Eurographics.[4]
- 2010 premi nacional d'informàtica José García Santesmases.[5]